# Comté de Napierville
Pour les articles homonymes, voir Napierville (homonymie).
Le comté de Napierville  était un comté municipal du Québec ayant existé entre 1855 et le début des années 1980. Le territoire qu'il couvrait fait aujourd'hui partie de la région de la Montérégie et est compris dans la MRC des Jardins-de-Napierville, qui est cependant un peu plus étendue que ne l'était le comté. Son chef-lieu était la ville de Napierville.

## Municipalités situées dans le comté
- Napierville
- Saint-Édouard
- Saint-Rémi
- Saint-Michel
- Saint-Patrice-de-Sherrington